# 15. март
15. март (15.03) је 74. дан у години по грегоријанском календару (75. у преступној години). До краја године има још 291 дана.

## Догађаји
- 44. п. н. е. — Републикански завереници које су предводили Брут и Касије у Сенату убили римског доживотног диктатора, војсковођу и историчара Гаја Јулија Цезара.
- 351 — Римски цар Констанције II именује свог брата од стрица Констанција Гала за свог савладара цезара и поверава му контролу над источним делом Царства.
- 1311 —Одметнута Каталанска дружина је однела победу у бици код Халмироса над Валтером V од Бријена и преузела Атинско војводство.
- 1493 — Кристифор Колумбо довео седам Аруак Индијанаца са Хаитија у Шпанију. То су били први становници Новог света који су крочили на Стари континент.
- 1536 — Султан Сулејман I Величанствени наредио убиство свог великог везира и најбољег пријатеља Ибрахим-паше.
- 1603 — Француски морепловац и истраживач Самјуел де Шамплен испловио према Новом свету. 1608. основао град Квебек и организовао француску колонизацију Канаде.
- 1848 — Уличним протестима у Будимпешти почела је Мађарска револуција.
- 1883 — Београд добио прву "телефонску станицу", седам година пошто је изумљен телефон, а први телефонски разговор су водили министар војни и капетан палилулске жандармеријске станице. Концесије за увођење телефона у Србији 1882. добио Панта Михајловић, пријатељ Николе Тесле.
- 1907 — У Финској жене први пут изабране у Парламент.
- 1917 — Под притиском револуционара абдицирао последњи руски цар Николај II, чиме је после три века окончана владавина династије Романов.
- 1922 — Египатски султан узео титулу краља као Фахд I.
- 1927 — Основана Фабрика аероплана и хидроавиона Змај
- 1937 — Прва централна банка крви, у којој је крв за трансфузију чувана замрзавањем, основана у болници у Чикагу.
- 1939 — Пошто је, под претњом напада и уништења Прага, председник Емил Хаха у Берлину потписао акт о предаји земље Немачкој, а немачке трупе окупирале Чехословачку. Проглашени су протекторат Чешка и Моравска и марионетска Словачка.
- 1943 — Након треће битке за Харков Немци су преотели Харков од Совјета након жестоких уличних борби.
- 1961 — Јужноафричка Република се повукла из Комонвелта.
- 1991 — Председник Председништва Југославије и представник Србије у том телу Борисав Јовић поднео оставку јер је Председништво одбило да објави ванредно стање у земљи после демонстрација 9. марта.
- 2000 — У насељу Бошњачка махала у северном делу Косовске Митровице дошло до жестоких сукоба српских становника и припадника Кфора који су успостављали безбедносну зону у том граду подељеном на албански и српски део. У сукобима рањено 15 Срба и два француска војника.
- 2001 — Сукоб наоружаних албанских екстремиста и македонских снага безбедности ескалирао када су се борбе први пут пренеле из раштрканих насеља дуж границе с Косовом у предграђе Тетова, другог по величини македонског града.
- 2003.
  - - У Београду сахрањен премијер Србије Зоран Ђинђић, убијен у атентату три дана раније.
  - - На стотине хиљада људи на улицама Токија, Бејрута, Париза, Вашингтона и у другим градовима широм света демонстрирало против рата у Ираку.
- 2004 — Одлуком међународног представника у Босни и Херцеговини Педија Ешдауна Мостар поново постао јединствен град. Мостар од рата у БиХ био подељен на два дела, бошњачки, источни, и хрватски, западни.
- 2006 — Тело Слободана Милошевића допремљено у Београд.
- 2011 — Отпочео грађански рат у Сирији.
- 2019 ---Терористички напад на џамију у Новом Зеланду
- 2020 --- У Србији због коронавируса проглашено ванредно стање

## Рођења
- 1815 — Димитрије Аврамовић, српски сликар и писац. (прем. 1855)
- 1830 — Паул Хајзе, немачки писац, песник, драматург и преводилац, добитник Нобелове награде за књижевност (1910). (прем. 1914)[1]
- 1854 — Емил фон Беринг, немачки лекар и имунолог, добитник Нобелове награде за физиологију или медицину (1901). (прем. 1917)[2]
- 1897 — Лазо М. Костић, српски статистичар, правник, историчар, публициста и универзитетски професор. (прем. 1979)[3]
- 1898 — Рашко Димитријевић,  српски књижевник, есејиста, универзитетски професор и преводилац. (прем. 1988)[4]
- 1912 — Лајтнин Хопкинс, амерички блуз музичар. (прем. 1982)[5]
- 1930 — Жорес Алферов, руски физичар, добитник Нобелове награде за физику (2000). (прем. 2019)[6]
- 1935 — Џад Херш, амерички глумац.[7]
- 1935 — Рајнхард Лауер, немачки је историчар књижевности и академик, инострани члан састава Српске академије науке и уметности.[8]
- 1941 — Душан Голумбовски, српски глумац, ТВ водитељ, певач и публициста. (прем. 2016)[9]
- 1943 — Дејвид Кроненберг, амерички редитељ, сценариста, продуцент, писац и глумац.[10]
- 1944 — Иван Ћурковић, хрватско-српски фудбалски голман и спортски радник.[11]
- 1947 — Рај Кудер, амерички музичар и музички продуцент.[12]
- 1948 — Давид Албахари, српски писац. (прем. 2023).[13]
- 1955 — Јасна Злокић, хрватска певачица.[14]
- 1957 — Жоаким де Алмеида, португалско-амерички глумац.[15]
- 1958 — Михаило Павићевић, црногорски кошаркаш и кошаркашки тренер.[16]
- 1962 — Теренс Трент Д'Арби, амерички музичар.[17]
- 1962 — Маркус Мерк, немачки фудбалски судија.[18]
- 1968 — Сабрина Салерно, италијанска музичарка, музичка продуценткиња, модел, глумица и ТВ водитељка.[19]
- 1969 — Елвир Лаковић Лака, босанскохерцеговачки музичар.
- 1974 — Јана, српска певачица.[20]
- 1975 — Ева Лонгорија, америчка глумица и продуценткиња.[21]
- 1975 — -Will.i.am}-, амерички музичар, музички продуцент, глумац и предузетник.[22]
- 1983 — Костас Кајмакоглу, грчки кошаркаш.[23]
- 1983 — Марко Мариновић, српски кошаркаш и кошаркашки тренер.[24]
- 1984 — Костас Василијадис, грчки кошаркаш.[25]
- 1984 — Владимир Јовановић, српски кошаркашки тренер.
- 1985 — Ајзи, српски репер и текстописац.
- 1985 — Бобан Бајковић, српско-црногорски фудбалски голман.[26]
- 1986 — Џај Кортни, аустралијски глумац.[27]
- 1989 — Адријен Силва, португалски фудбалер.[28]
- 1990 — Драгана Цвијић, српска рукометашица.[29]
- 1992 — Ренцо Оливо, аргентински тенисер.[30]
- 1993 — Александра Крунић, српска тенисерка.[31]
- 1993 — Пол Погба, француски фудбалер.[32]
- 2000 — Кристијан Костов, бугарско-руски певач.[33]

## Смрти
- 44. пре н.е. — Гај Јулије Цезар, римски државник, војсковођа и историчар (рођ. 100. пре н.е.).[34]
- 493 — Одоакар, варварски војсковођа који је 476. свргнуо последњег западноримског цара (рођ. 435)[35]
- 1837 — Лукијан Мушицки, књижевник, професор богословије, архимандрит манастира Шишатовац. (рођ. 1777)[36]
- 1842 — Луиђи Керубини, италијански музичар. (рођ. 1760)[37]
- 1898 — Хенри Бесемер, енглески инжењер. (рођ. 1813)[38]
- 1938 — Николај Иванович Бухарин, совјетски политичар и публициста. (рођ. 1888)[39]
- 1944 — Марија Октјабрскаја, прва од само две жене тенкиста које су одликоване титулом Хероја Совјетског Савеза (рођ. 1905)[40]
- 1957 — Моша Пијаде, југословенски политичар јеврејског порекла. (рођ. 1890)[41]
- 1962 — Артур Комптон, амерички физичар. (рођ. 1892)[42]
- 1970 — Артур Адамов, француски књижевник јерменског порекла (рођ. 1908).[43]
- 1983 — Ребека Вест, енглеска књижевница. (рођ. 1892)[44]
- 1975 — Аристотел Оназис, грчки бродовласник. (рођ. 1906)[45]
- 1991 — Миодраг Булатовић, српски писац. (рођ. 1930)[46]
- 1991 — Вељко Кораћ, српски филозоф. (рођ. 1914)[47]
- 1998 — Бенџамин Спок, амерички лекар, педијатар. (рођ. 1903)[48]
- 1998 — Мато Дујмов, буњевачки културни прегалац и писац једночинки. (рођ. 1937)

## Празници и дани сећања
- Међународни празници
  - Светски дан права потрошача
- Српска православна црква слави:
  - Свештеномученика Теодота - епископа киринијског, на острву Кипру
  - Светог мученика Троадија
  - Четири стотине и четрдесет мученика
  - Преподобног Агатона
  - Свету мученицу Евталију